# Journey into Mystery (Локи)
«Journey into Mystery» (с англ. — «Путешествие в тайну») — пятый эпизод первого сезона американского телесериала «Локи», основанного на одноимённом персонаже Marvel Comics. В этом эпизоде альтернативная версия персонажа застряла среди других местных Локи, и он пытается сбежать из пленившей его Пустоты. События эпизода происходят в медиафраншизе «Кинематографическая вселенная Marvel» (КВМ), и он напрямую связан с фильмами франшизы. Сценарий к нему написал Том Кауффман, а режиссёром выступила Кейт Херрон.
Том Хиддлстон вновь исполняет роль Локи из серии фильмов, и главные роли также исполняют София Ди Мартино, Гугу Мбата-Роу, Вунми Мосаку, Джек Вил, ДеОбия Опарей, Тара Стронг, Ричард Э. Грант и Оуэн Уилсон. Херрон присоединилась к сериалу в августе 2019 года. Съёмки проходили на «Pinewood Atlanta Studios» и в мегаполисе Атланты.
Эпизод «Путешествие в тайну» был выпущен на стриминговом сервисе «Disney+» 7 июля 2021 года.

## Сюжет
Сильвия узнаёт от судьи организации «Управление временными изменениями» (УВИ) Равонны Ренслейер, что Локи был перемещён в Пустоту, измерение в конце Времени, куда сбрасывается всё, что «удаляет» УВИ.
Тем временем Локи узнаёт от четырёх альтернативных вариантов самого себя — Хвастливого Локи, Классического Локи, Ребёнка Локи и Аллигатора Локи — что похожее на облако существо по имени «Алиот» охраняет Пустоту и никому не даёт сбежать. В попытке добраться до Локи Сильвия «удаляет» себя и едва спасается от Алиота с помощью бывшего агента УВИ Мобиуса М. Мобиуса. Хвастливый Локи предаёт других Локи ради отдельной группы Локи во главе с Президентом Локи с целью быть королём. Однако Локи предают друг друга, в результате чего завязывается сражение и Локи и его союзники-варианты вынуждены бежать.
Тем временем, после допроса заключённой в тюрьму Охотника B-15, Ренслейер поручает Мисс Минуте предоставить ей информацию об основании УВИ, чтобы она могла связаться с тем, кто организовал УВИ, прежде чем это сделают Локи и Сильвия. После воссоединения с Локи Сильвия предлагает приблизиться к Алиоту и очаровать его в надежде, что это приведёт их к настоящему лидеру, стоящим за созданием УВИ. Когда Локи направляется к Алиоту, Мобиус использует Темпад, который Сильвия украла у Ренслейер, чтобы вернуться в УВИ, заявив, что он намерен раскрыть правду всем. Он предлагает вариантам Локи пойти с ним, но они отказываются.
Ребёнок Локи, Аллигатор Локи и Классический Локи уходят. Локи отвлекает Алиота, а Сильвия пытается его зачаровать. Алиот нападает на Сильвию, но внезапно, Алиота отвлекает Классический Локи, создавая большую иллюзию Асгарда. Сильвия и Локи объединяются и пытаются вместе зачаровать Алиота, в то время как Классический Локи жертвует собой. Это позволяет Локи и Сильвии успешно зачаровать существо и пройти мимо Пустоты. Заметив вдалеке цитадель, пара направляется к ней.

## Производство

### Разработка
К октябрю 2018 года «Marvel Studios» разрабатывала мини-сериал с участием Локи (Том Хиддлстон) из фильмов Кинематографической вселенной Marvel (КВМ). В ноябре генеральный директор «Disney» Боб Айгер подтвердил, что «Локи» находится в разработке. В августе 2019 года Кейт Херрон была нанята в качестве режиссёра сериала. Херрон и главный сценарист Майкл Уолдрон, наряду с Хиддлстоном, Кевином Файги, Луисом Д’Эспозито, Викторией Алонсо и Стивеном Бруссардом стали исполнительными продюсерами. Сценарий к эпизоду, который называется «Путешествие в тайну», написал Том Кауффман. Название совпадает с названием серии комиксов, в которой были представлены Тор и Локи.

### Сценарий
«Путешествие в тайну» расширяет дополнительные варианты Локи — Классический Локи, Хвастливый Локи, Ребёнок Локи и Аллигатор Локи — впервые представленные в сцене посреди титров предыдущего эпизода. Хиддлстон назвал это «совершенно сюрреалистичным и абсолютным удовольствием» исследовать другие версии персонажей с разными актёрами и почувствовал, что, когда все они были вместе, это была «своего рода сюрреалистическая вечеринка», причём Локи Хиддлстона изначально был самым непохожим на персонажа, чем другие. Ещё до премьеры сериала Файги упомянул, что одним из преимуществ исследования Мультивселенной и «игра со временем» была возможность увидеть другие версии персонажей, особенно Локи.
Предыстория Классического Локи была задумана после того, как Уолдрон задумался над вопросом «что если» по поводу того, что бы произошло, если бы Локи пережил свою смерть в фильме «Мстители: Война бесконечности» (2018). Назвав предысторию «мысленным экспериментом», Уолдрон добавил, что это «просто так грустно» и «трагично», когда Классический Локи понимает, что ему предназначено быть одному. Опыт Ричарда Э. Гранта, помещённого в карантин, чтобы присоединиться к производству, был «ключом к пониманию того, кем был классический старый Локи», и позволил Гранту «включиться» в речь персонажа, объясняющую его предысторию. Аллигатор Локи, оригинальный вариант, созданный для сериала, возник в результате первой встречи Уолдрона с Бруссардом и соисполнительным продюсером Кевином Райтом, мотивируя своё решение тем, что он был зелёным; это также тема для обсуждения, которую Локи обсуждают в эпизоде, пытаясь определить, действительно ли Аллигатор Локи является Локи. Уолдрон объяснил, что возможность варианта аллигатора «так глупа, но в этом также есть полный смысл… Это просто своего рода непочтительность, что в этом шоу мы играем честно и заставляем зрителей воспринимать это всерьёз».
В эпизоде представлено множество пасхалок в Пустоте из комиксов, такие как вертолёт Таноса, Трог, башня Qeng, башня, связанная с Кангом Завоевателем, и голова Живого Трибунала, а также из КВМ, такие как шлем Жёлтого шершня, Мьёльнир, хеликэриэр и «Чёрная астра». Он также отдаёт дань уважения кораблю USS Eldridge, якобы участвовавшему в филадельфийском эксперименте, игре Polybius, и Ecto Cooler.

### Дизайн
Костюм Президента Локи был вдохновлён четырёхсерийным комиксом Vote Loki, в то время как костюм Классического Локи был вдохновлён дизайном персонажа в комиксах 1960-х годов от Джека Кёрби. Грант надеялся, чтобы костюм был более мускулистым, что ещё больше соответствовало бы дизайну Кёрби.

### Подбор актёров
Главные роли в эпизоде исполняют Том Хиддлстон (Локи и Президент Локи), София Ди Мартино (Сильвия), Гугу Мбата-Роу (Равонна Ренслейер), Вунми Мосаку (Охотник B-15), Джек Вил (Ребёнок Локи), ДеОбия Опарей (Хвастливый Локи), Тара Стронг (голос Мисс Минуты), Ричард Э. Грант (Классический Локи) и Оуэн Уилсон (Мобиус М. Мобиус):45:07–45:45. Также в эпизоде появляется Нил Эллис (Охотник D-90):46:33. Крис Хемсворт озвучивает Трога, хотя в титрах он не указан.

### Съёмки и визуальные эффекты
Съёмки проходили в павильонах студии «Pinewood Atlanta» в Атланте, Джорджия:9, где режиссёром выступила Кейт Херрон, а Отем Дюральд Аркапоу выступила в качестве оператора:2. Натурные съёмки проходили в мегаполисе Атланты. Аллигатор Локи был создан с помощью CGI, и во время съёмок была использована мягкая игрушка-дублёр, которая, по словам Херрон, помогала актёрам взаимодействовать с ней. Дизайн Аллигатора Локи также несколько раз менялся, после того как ранняя версия была больше похожа на мультяшный стиль, который был «довольно таки милым». Херрон чувствовала, что он стал «забавнее и забавнее», поскольку дизайн стал более реалистичным, попав в «сладкое местечко», когда он «чувствовался настоящим аллигатором, но с немного весёлыми рогами».
Визуальные эффекты были созданы компаниями «Industrial Light & Magic», «Rise», «Luma Pictures», «Crafty Apes», «Cantina Creative», «Trixter и Method Studios»:47:45–48:03.

### Музыка
Начиная с этого эпизода, композитор Натали Холт включила в свою партитуру хор из 32 человек в дополнение к другим элементам.

## Маркетинг
После выхода эпизода Marvel анонсировала товары, вдохновлённые этим эпизодом, в рамках своей еженедельной акции «Marvel Must Haves» для каждого эпизода сериала, включая фигурки вариантов Локи от Funko Pops, фигурку Президента Локи от «Hot Toys Cosbaby», одежду, аксессуары и украшения. Marvel также выпустила рекламный плакат для эпизода «Путешествие в тайну», в котором присутствует цитата из эпизода.

## Релиз
Эпизод «Путешествие в тайну» был выпущен на «Disney+» 7 июля 2021 года.
Короткометражный фильм от сериала «Симпсоны» — «Добро, Барт и Локи» вышел вместе с эпизодом на «Disney+», в котором Локи взаимодействует с Бартом Симпсоном в кроссовере, пародирующем героев и злодеев КВМ. Хиддлстон вновь исполняет роль Локи в короткометражке.

## Реакция

### Реакция критиков

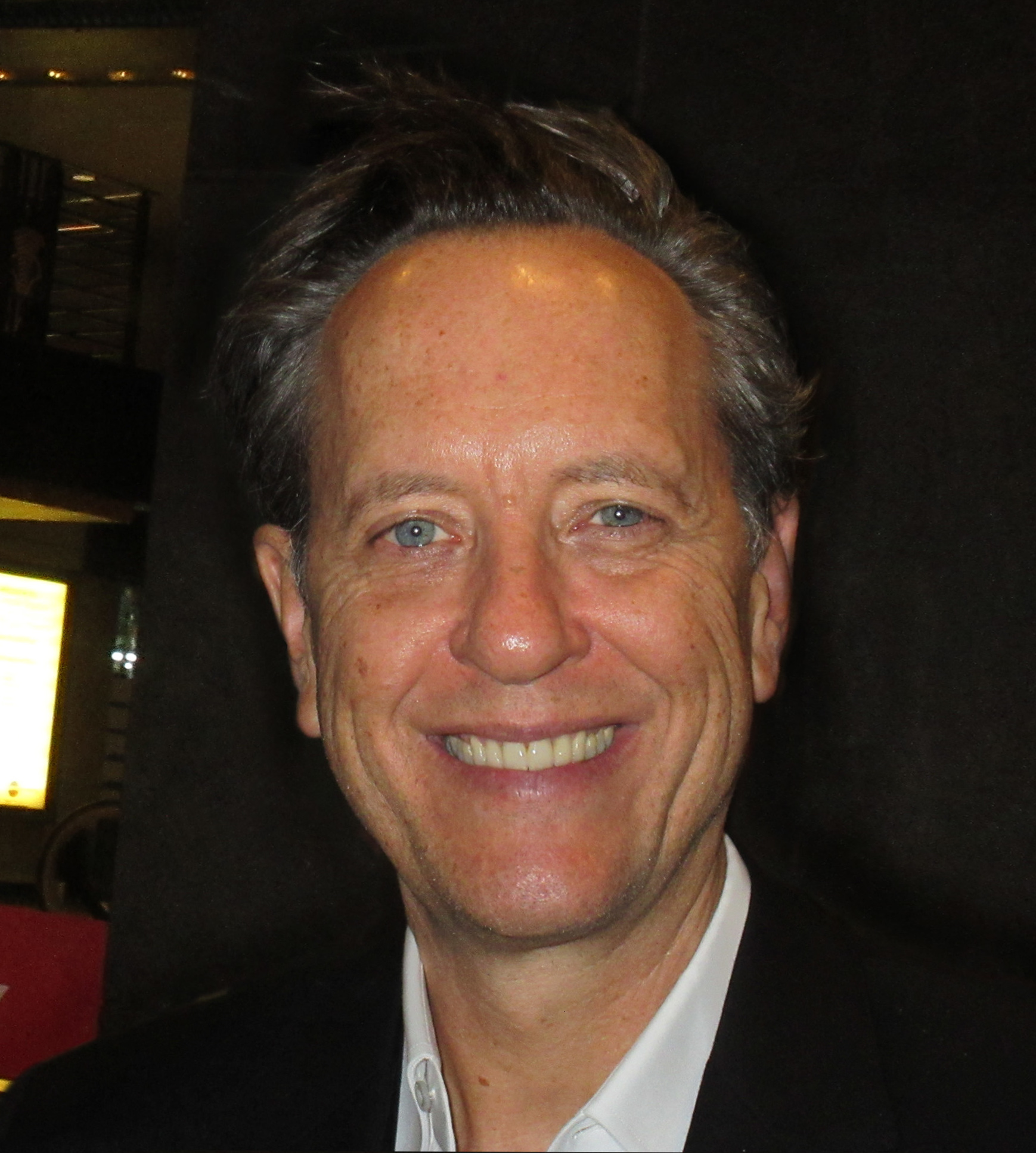
Игра Ричарда Э. Гранта в роли Классического Локи получила широкую оценку в этом эпизоде

Агрегатор рецензий «Rotten Tomatoes» присвоил эпизоду рейтинг 94 % со средним баллом 8,07/10 на основе 16 отзывов. Консенсус критиков на сайте гласит: «Эпическая предпоследняя увеселительная поездка, „Путешествие в тайну“ вдавливает педаль в пол и позволяет стайке Локи делать своё дело — особенно сияет Ричард Э. Грант в прекрасной асгардской форме».
Алан Сепинуолл из «Rolling Stone» сказал, что в серии комиксов «Journey into Mystery» «всё было возможно… что делает его подходящим прозвищем для совершенно замечательного эпизода „Локи“, где то же самое справедливо». Он заявил, что эпизод напоминает сериал «Остаться в живых», и полагал, что сделало «Путешествие в тайну» особенным, так это «то, как он исследует неиспользованный потенциал самого Локи в его многих, многих вариациях». Другими яркими моментами были объятие между Локи и Мобиусом и расширение отношений и связи между Локи и Сильвией. Сепинуолл завершил свой обзор, надеясь на сильный финальный эпизод, чего, как он отметил, не было в случае с сериалами «Ванда/Вижн» и «Сокол и Зимний солдат», хотя «Локи» «пока чувствуется по-другому» и «всё до этого момента заслуживает» хорошего конца. Оценив «Путешествие в тайну» на 8 баллов из 10, Саймон Карди из «IGN» сказал, что эпизод проделал «отличную работу по поддержанию темпа, заданного последними раскрытиями на прошлой неделе. Он демонстрирует впечатляющие масштабы, начиная от потрясающих апокалиптических угроз и заканчивая нежными моментами персонажей как для новых, так и для возвращающихся актёров. И хотя это может не продвинуть общий сюжет в той же степени, что и четвёртый эпизод, это приятная поездка и один из самых сильных эпизодов „Локи“». Он отметил, что, хотя у всех представленных вариантов Локи были свои моменты, классический Локи Гранта и «абсурдность Аллигатора Локи» произвели «особенно сильное впечатление», а «выдающаяся сцена» заключалась в том, что Локи и Сильвия расширяли свои чувства друг к другу; Карди чувствовал, что Хиддлстон и Ди Мартино «красиво отыграли момент, привнося трогательное чувство человечности». Карди, однако, назвал «позором» то, что Ренслейер всё ещё была непроработанным персонажем, учитывая, что зрители всё ещё мало что знали о ней. Завершая свой обзор, Карди отметил, что в заключительном эпизоде «многое ещё предстоит сделать», и выразил надежду, что сериалу «удастся закончить на более сильной ноте [чем „ВандаВижен“] и обеспечить такой захватывающий финал, которого заслуживает тайна, переплетённая повсюду».
Кэролайн Сиде из «The A.V. Club» заявила, что «Путешествие в тайну» — «потрясающее зрелище. Он доставляет мрачное сумасбродное чувство веселья, достойное его озорного главного героя. И это заканчивается заметно масштабной сценой действий и захватывающим клиффхэнгером, который приведёт нас в финал следующей недели». Она почувствовала, что различные варианты Локи привнесли «желанную искру» в сериал, расширяя вопрос о том, что делает Локи Локи, и приветствовала возвращение вопроса о свободе воли, который был «самой притягательной тематической нитью сезона». Сиде всё таки чувствовала, что эпизод «пытается сделать слишком много», говоря: «В то время как сумасбродная энергия эпизода поддерживает хорошее движение, некоторые эмоциональные удары кажутся довольно стремительными»; она надеялась, что в Пустоте будет проведено больше времени, чем на Ламентисе-1 в третьем эпизоде. В заключение она сказала: «Этот эпизод забавен, стилен, непочтителен и ориентирован на персонажа таким образом, что это хорошо служит сериалу», поставив эпизоду «A-».

### Награды
«TVLine» назвал Гранта «исполнителем недели» на неделе 5 июля 2021 года за своё выступление в этом эпизоде. На сайте говорилось: «Это говорит о качестве работы Гранта в пятом эпизоде „Локи“, что, зная классического Локи всего около 40 минут, мы, тем не менее, глубоко эмоционально вложились в его выживание», добавив, что Грант «показал такое великолепное выступление, на которое мог надеяться любой Локи».

## Комментарии
1. ↑   Перемещённого в Пустоту Равонной Ренслейер за предательство в эпизоде «The Nexus Event».